# Eberhard bajor herceg
Eberhard (912 körül – 940 körül) bajor herceg 937-938 között, a Luitpolding család sarja, "Gonosz" Arnulf herceg és Friauli Judit gyermeke.
Arnulf herceg viharos uralkodásának idején már korán biztosítani akarta a trónkövetését, így 935-ben, fiatalon nevezte ki fiát, Eberhardot követőjének, sőt, egy 933-934-es itáliai hadjárat során a longobárd királyi címet is meg akarta szerezni számára.
Eberhard uralmát I. Ottó király nem nézte jó szemmel, már uralkodásának kezdetén kétszer is hadba vonult a lázadó bajor herceg ellen. A konfliktust a bajor hercegi hatalom határainak meghatározása váltotta ki; Eberhard királyi beleegyezés nélkül szeretett volna püspököket kinevezni.
Eberhardot Nagy Ottó császár tette le és 938-ban száműzte. A herceg száműzetéséből soha nem tért vissza.

## Család
Felesége Liutgard von Lothringen-Verdun, akitől két gyermeke született:
- Wigfried verduni püspök (959-983),
- Wigburg  (940 k.–980 után) ∞ (I) Pilgrim ∞ (II) I. Hartwig bajor palotagróf. (†985)
  - (II) Hartwig salzburgi érsek(wd)
  - (II) Adala (960 k.–1020 után)
  - (II) Wichburg (960 k.–1030 k.)